# Israelitische Freischule
Die Israelitische Freischule in Hamburg wurde 1815 als kostenfreie Schule für Söhne armer Juden gegründet. Sie nahm ab 1859 auch nichtjüdische Jungen auf und trug später den Namen Israelitische Stiftungsschule von 1815 und dann Stiftungsschule von 1815; anschließend hieß sie bis zu ihrer Auflösung im Jahr 1933 Anton-Rée-Realschule.

## Geschichte
Die Gründung der Schule geht auf eine Stiftung des englischen Kaufmanns Baruch Abraham Goldschmidt in Höhe von zweitausend Pfund Sterling zurück. Im Juni 1815 eröffnete sie am Altonaer Tor in angemieteten Räumen. Zunächst wurde in zwei Klassen unterrichtet, ab 1817 in drei Klassen. Im selben Jahr wurde Eduard Kley Leiter der Schule. Er formulierte als Ziel der Schule eine grundlegende Ausbildung für Gewerbe- und Handwerksberufe; es wurde damit eine Angleichung der Lebensverhältnisse der Juden an die der nichtjüdischen Bevölkerung angestrebt.
Neben dem Religionsunterricht, der im Sinne der jüdischen Reformbewegung weniger Talmud-und liturgiebezogen als bis dahin üblich war und der vor allem die Grundprinzipien des jüdischen Glaubens vermitteln sollte, erhielten die Schüler Stunden in Geometrischem Zeichnen, Mathematik, Französisch und Buchhaltung; Wert wurde auch auf den Deutschunterricht gelegt, um den vor allem Jiddisch sprechenden Kindern die Integration zu erleichtern.
Ab 1830 wurde ein eigenes Gebäude am Zeughausmarkt genutzt. Neuer Schuldirektor als Nachfolger Kleys wurde 1848 Anton Rée, der schon ab 1838 an der Schule unterrichtet hatte. Rée verfolgte das Ziel, Juden und Christen zu einem gemeinsamen Leben zusammenzuführen; die Freischule wurde unter seiner Leitung zu einer Simultanschule, zu der ab 1859 auch zahlende nichtjüdische Schüler zugelassen waren – 1871 wurde ein Fonds eingerichtet, um armen christliche Kindern den Schulbesuch zu ermöglichen. Rée baute die Schule zu einer angesehenen Realschule aus; nachdem dort seit 1870 auch das Examen für Einjährig-Freiwillige abgelegt werden konnte, wuchs die Schülerzahl auf über siebenhundert – die Schule war damit eine der größten in Hamburg. Im selben Jahr wurde sie gemäß Rées Ziel eines allgemeinen kostenfreien Schulwesens in Israelitische Stiftungsschule von 1815 umbenannt. Ab 1890 hieß die Schule nur noch Stiftungsschule von 1815 da mittlerweile die Mehrzahl der Schüler nichtjüdischen Glaubens waren. Der Anteil jüdischer Schüler sank bis 1907 bis knapp über zehn Prozent.
Im Jahr 1920 wurde die Schule verstaatlicht und hieß seitdem Anton Rée-Realschule. Die Anton-Rée-Realschule wurde 1933 aufgrund geringer Schülerzahlen geschlossen.

## Schulgebäude

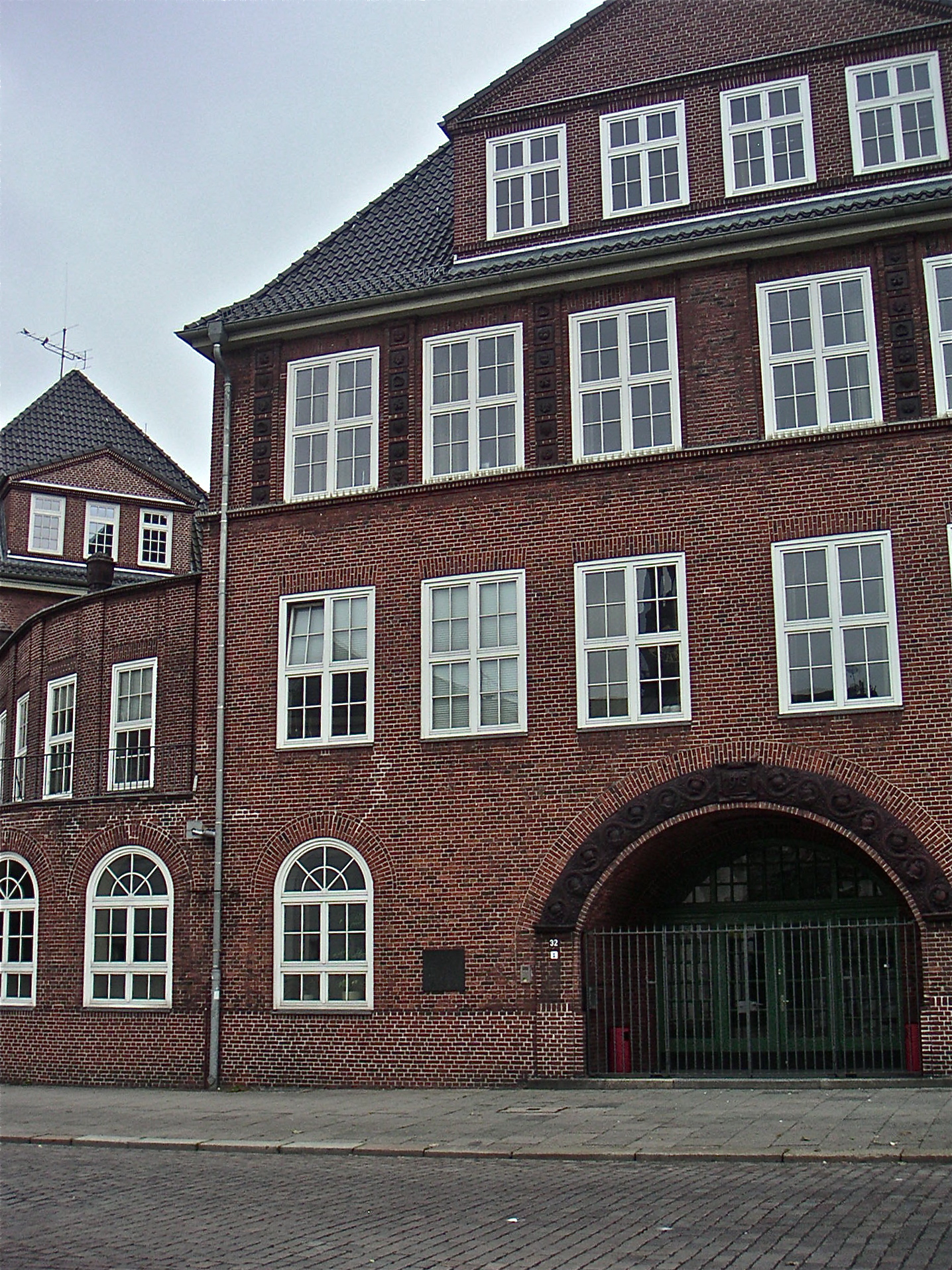
Schulgebäude, errichtet 1915

Seit 1830 befand sich die Schule am Zeughausmarkt. Ein neuer Backsteinbau dort wurde von Fritz Schumacher 1915 errichtet. Der Neubau wurde durch den Staat finanziert. Zunächst wurde 1913 ein Nachbargrundstück erworben.
Der verwinkelte Grundriss und die engen Bauvorgaben hinsichtlich der Höhe – das Bismarck-Denkmal sollte nicht beeinträchtigt werden – stellten strenge Vorgaben an den Entwurf des Neubaus. Zudem wollte Schumacher den Blick auf St. Michaelis vom hinter dem Bauplatz befindlichen „Mühlenberg“ (die ehemalige Bastion Casparus im heutigen Alten Elbpark) aus nicht verstellen. Schumacher realisierte schließlich ein dreiflügeliges Gebäude mit zwei gleichartigen dreistöckigen Seitenflügeln und einem verbindenden niedrigeren, terrassenförmig angelegten Mittelflügel, der den Blick auf die Hamburger Hauptkirche freiließ. Durch die beiden Seitenflügel auf quadratischem Grundriss erzielte Schumacher trotz der Beschränkungen des Grundstücks eine der Schule angemessene monumentale Wirkung. Die senkrechten Reliefstücke zwischen den Fenstern im zweiten Obergeschoss stammen von Richard Kuöhl; nach Beschädigung wurden sie später teilweise ergänzt.
Nach der Schließung der Anton-Rée-Realschule bestand in dem Gebäude von 1939 bis zur Beschädigung 1943 im Zweiten Weltkrieg eine Volksschule mit Oberbau für Jungen. Ab 1989 war hier die Staatliche Gewerbeschule Textil und Bekleidung (G 4) beheimatet; nach Anna Siemsen trug sie den Namen Anna-Siemsen-Schule. 2020 zog diese Schule an einen neuen Standort in Barmbek um. Das Gebäude steht seit 1982 unter Denkmalschutz.

## Bekannte Lehrer
- Eduard Kley (1789–1867), Schulleiter
- Anton Rée (1815–1891), Schulleiter

- David Meldola (um 1780–1861), Hebräisch
- Joseph de Mose Piza (1824–1879), Sprachunterricht
- Immanuel Wohlwill (1799–1847)

## Bekannte Schüler
- Salomon Mendelssohn (1813–1892), Großherzoglich Oldenburgischer Turnlehrer, entschiedener Förderer des Turnwesens in Friesland
- Isaac Wolffson (1817–1895), Politiker und Jurist; besuchte später die Gelehrtenschule des Johanneums
- Joseph Mendelssohn (1817–1856), Autor und Publizist
- Salomon Meyer Sternberg (1824–1902), Tabakarbeiter und Arbeiterführer
- Gustav Tuch (1834–1909), Kaufmann und Publizist, Gründer der Freien israelitischen Vereinigung in Hamburg
- Siegmund Hinrichsen (1841–1902), Bankier, Mitglied und Präsident der Hamburgischen Bürgerschaft, Mitglied im Vorstand der Stiftungsschule von 1815
- Wilhelm Kniest (1863–1951), deutscher Politiker (DDP, DStP)
- Karl Josef Müller (1865–1942), Maler
- Siegfried Heckscher (1870–1929), Jurist, Schriftsteller und Politiker (FVg); besuchte später das Christianeum in Altona
- Manfred Horowitz (1880–1937), deutscher Jurist und Politiker (SPD); besuchte später das Christianeum in Altona
- Ludwig Loeffler (1906–1989), Jurist, im Vorstand der Jüdischen Gemeinde Hamburg